# 布杜索
布杜索（義大利語：Buddusò）是意大利撒丁大区薩薩里省的一个市镇。总面积217.97平方公里，人口4032人，人口密度18.5人/平方公里（2009年）。ISTAT代码为104008。